# Збитин
Зби́тин — село в Україні, у Семидубській сільській громаді Дубенського району Рівненської області. Населення становить 252 осіб.

## Географія
Біля села бере свій витік річка Збитинка, притока Вілії.

## Історія
У 1906 році село Варковицької волості Дубенського повіту Волинської губернії. Відстань від повітового міста 10 верст, від волості 15. Дворів 72, мешканців 448.
7 (20) листопада 1917 року, відповідно до Третього Універсалу Української Центральної Ради, увійшло до складу Української Народної Республіки.
На 1936 рік село входило до ґміни Дубно Дубенського повіту.
В січні 1941 року в селі Збитин був заснований колгосп, першим головою якого був Васьковець Данило Якович, який був вбитий під час фашистської окупації.
У селах Здовбиця, Злинець, Гірники був заснований колгосп імені Шевченка, організатором якого був Калінчук Михайло Омелянович, убитий в 1942 році під час війни.
12 червня 2020 року, відповідно до розпорядження Кабінету Міністрів України № 722-р від «Про визначення адміністративних центрів та затвердження територій територіальних громад Рівненської області», увійшло до складу Семидубської сільської громади.
19 липня 2020 року, в результаті адміністративно-територіальної реформи та ліквідації  Дубенського (1939—2020) району, село увійшло до складу новоутвореного Дубенського району.